# Titularbistum Inis Cathaig
Inis Cathaig (neu-ir. Inis Cathaigh) ist ein Titularbistum der römisch-katholischen Kirche. 
Es geht zurück auf einen untergegangenen Bischofssitz, der auf Scattery Island in der irischen Provinz Munster lag und der Kirchenprovinz Cashel zugeordnet war.
| Titularbischöfe von Inis Cathaig |                        |                                         |                   |                |
| Nr.                              | Name                   | Amt                                     | von               | bis            |
| 1                                | Thomas Jerome Welsh    | Weihbischof in Philadelphia (USA)       | 18. Februar 1970  | 4. Juni 1974   |
| 2                                | William Anthony Hughes | Weihbischof in Youngstown (USA)         | 23. Juli 1974     | 13. April 1979 |
| 3                                | John Edward Heaps      | Weihbischof in Sydney (Australien)      | 4. September 1981 | 21. Juni 2004  |
| 4                                | Frank Joseph Caggiano  | Weihbischof in Brooklyn (USA)           | 6. Juni 2006      | 31. Juli 2013  |
| 5                                | Josef Graf             | Weihbischof in Regensburg (Deutschland) | 24. April 2015    |                |